# Waleri Walerjewitsch Bobkow
Waleri Walerjewitsch Bobkow (russisch Валерий Валерьевич Бобков, estn. Valeri Bobkov; * 24. Juni 1989 in Kohtla-Järve, Estnische SSR) ist ein ehemaliger russisch-estnischer Eishockeyspieler, der zuletzt bis 2014 bei Tallinn Viiking Sport in der estnischen Meistriliiga unter Vertrag stand.

## Karriere
Bobkow stammt aus dem Nachwuchs des HK ZSKA Moskau, für dessen Juniorenmannschaften er bis 2006 aktiv war. Anschließend spielte er noch eine Spielzeit in der 2. Mannschaft von ZSKA in der Perwaja Liga. Von 2007 bis 2010 war er für den weißrussischen HK Homel aktiv und wurde dort sowohl in der Extraliga als auch in der Wysschaja Liga eingesetzt. Anschließend war er im schnellen Wechsel für den HK Liepājas Metalurgs, den HK Junost Minsk und den HK Wizebsk aktiv, bevor er ab Anfang 2012 eineinhalb Jahre beim HK Charkiwski Akuly in der ukrainischen Professionellen Hockey-Liga spielte. 2013 wechselte er erstmals in seiner Karriere zu einem estnischen Verein, dem Tallinn Viiking Sport, mit dem er auf Anhieb den estnischen Titel gewann. Anschließend beendete er seine Karriere.

### International
Nach seinem Wechsel nach Tallinn nahm Bobkow auch erstmals für Estland an der Weltmeisterschaft 2014 teil. Dabei gelang ihm mit dem Team der Aufstieg von der Division II in die Division I der Titelkämpfe.

## Erfolge und Auszeichnungen
- 2014 Estnischer Meister mit Tallinn Viiking Sport
- 2014 Aufstieg in die Division I, Gruppe B, bei der Weltmeisterschaft der Division II, Gruppe A